# Капуцинова котинга
Капуциновите котинги (Perissocephalus tricolor), наричани също трицветни котинги, са вид средноголеми птици от семейство Котингови (Cotingidae), единствен представител на род Perissocephalus.
Разпространени са в екваториалните гори в североизточната част на Южна Америка. Достигат дължина 40 сантиметра и маса 340 до 420 грама. Хранят се главно с плодове и насекоми.